# ساندرو کلاری
ساندرو کلاری (ایتالیایی: Sandro Callari؛ زادهٔ ۱۴ دسامبر ۱۹۵۳) دوچرخه‌سوار اهل ایتالیا است.